# Літтелтон (Нова Зеландія)

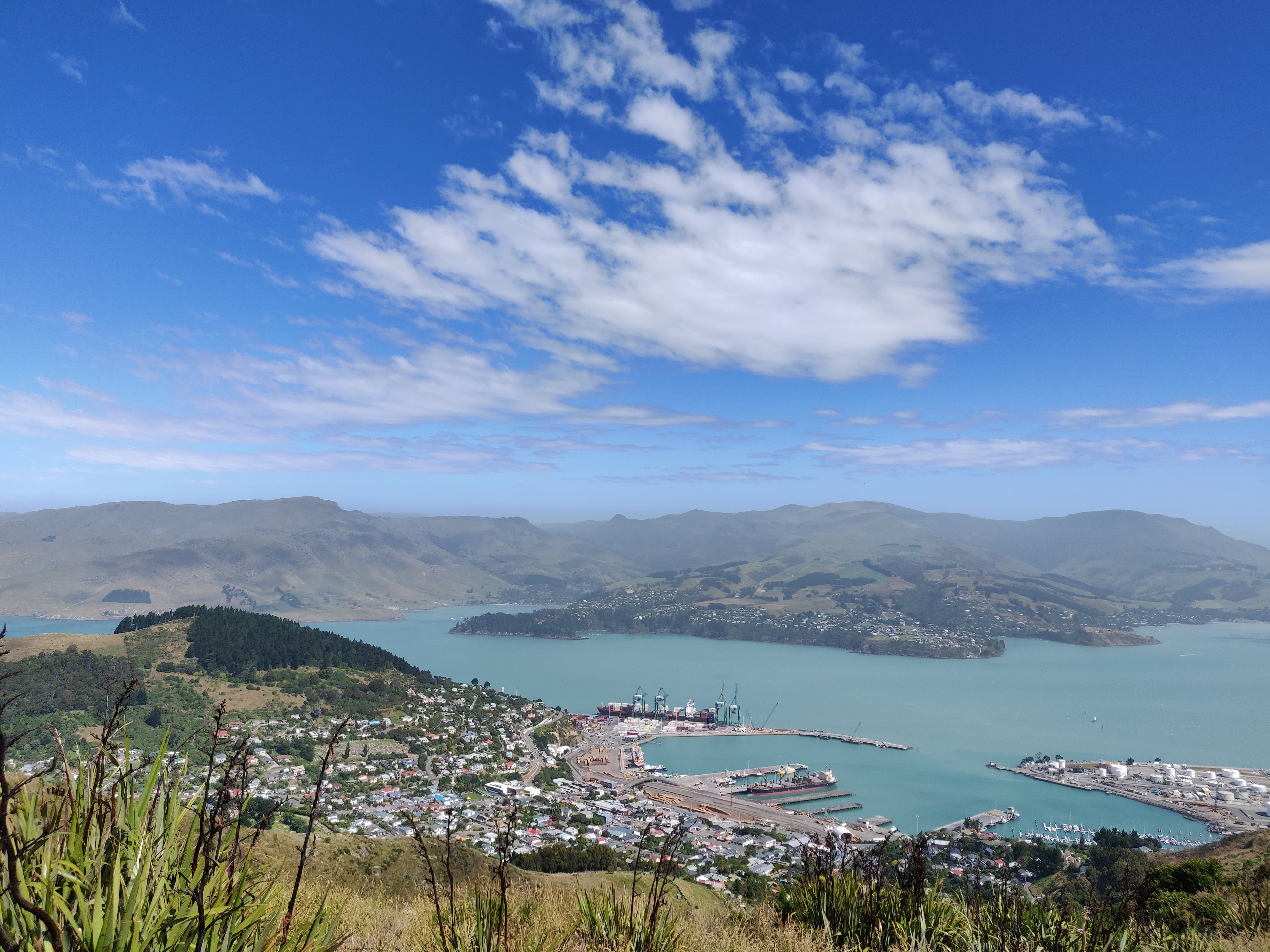
Вид на Літтелтон

Літтелтон (англ. Lyttelton, маор. Ōhinehou) — невелике портове місто у регіоні Кентербері, розташоване на північному березі Літтелтонської гавані на північному сході Південного острову Нової Зеландії.

## Розташування
Літтелтон лежить на нижніх схилах Портових Пагорбів на північному березі Літтелтонської гавані на північному заході півострову Бенкс на південний схід від міста Крайстчерч через перевали Саммер та Еванс на північному сході Південного острову Нової Зеландії. Ділова та промислова частина міста простяглися вздовж берегової лінії та навколо порту, житлові райони розташувалися на схилах вище порту. У місті розміщені підприємства суднобудівельної, судноремонтної, машинобудівельної та легкої промисловостей. У портовій зоні знаходяться великі складські приміщення для вовни та промислових товарів, рефрежиратори та сухий док. Внаслідок землетрусів 2010 та 2011 років портова інфраструтура міста зазнала значних ушкоджень.

## Історія
1250 рік — перші свідоцтва присутності людей, а саме представників маорі, на місці, де зараз розташоване місто.
1770 рік — британський мореплавець Джеймс Кук доходить до півострову, який помилково називає островом Бенкс на честь англійського ботаніка Джозефа Бенкса.
1809 рік — першим європейцем, який опиняється в тій місцевості, стає капітан Чейз, який дістався туди на кораблі «Пегас» та встановив, що «острів» Бенкс насправді є півострівом.
1827 рік — капітан Вільям Вайсмен, торговець льоном, дає Літтелтонській гавані назву Порт Купер.
1830 рік — навколо гавані створюються бази китобойного промислу.
1849 рік — офіційне проголошення заснування порту. Порт готувався до прибуття Кентерберійської Асоціації, яка мала колонізовувати Крайсчерч. Головою цієї асоціації був Джордж Вільям Літтелтон, на честь якого відповідно були названі місто та гавань.
1850 рік — до порту прибувають кораблі «Шарлотта Джейн», «Рендолф», «Сер Джордж Сеймур» і «Крессі», які доставляють перших британських колоністів у кількості 1100 чоловік.
1862 рік — починає працювати перша телеграфна лінія у Новій Зеландії між Літтелтоном та Крайстчерчем.
1867 рік — відкривається Літтелтонський залізничний тунель, перший у світі тунель скрізь вулканічну скелю.
1876 рік — побудовано Літтелтонську часокульову станцію, в якій зараз знаходиться музей. Часокуля досі працює.
1877 рік — заснована Рада Літтелтонської гавані.
1883 рік — закінчено будівництво сухого доку у Літтелтоні.
1908 рік — порт Літтелтону стає відправною точкою для Британської антарктичної експедиції (1907—1909) Ернеста Шеклтона.
1966 рік — відкривається автомобільний тунель між Літтелтоном та Крайстчерчем.
1996 рік — Пітер Джексон знімає у Літтелтоні комедійний фільм жахів «Страшили».
2005 рік — мешканці півострову Бенкс проголосували за об'єднання з Міською радою Крайстчерча.
2009 рік — Літтелтон внесено до переліку історичних місцевостей реєстру Фонду історичних місць.
2010 рік — землетрус у регіоні Кентербері пошкоджує 75 % портових причалів міста.
2011 рік — землетрус з епіцентром у Літтелтоні наносить важкі ушкодження місту.
2014 рік — початок відновлення портових споруд.

## Відомі особистості
- Алдос Гардінг (нар. 1990) — відома інді-фолк виконавиця та авторка пісень.
- Марлон Вільямс[en] (нар. 1990) — співак, музикант, актор.
- Мел Парсонс[en] (нар. 1981) — інді-фолк виконавиця, авторка пісень.